# No Time
No Time – pierwszy singel raperki Lil’ Kim, promujący jej pierwszy album studyjny „Hard Core”. Gościnnie w piosence wystąpił Puff Daddy. Piosenkę wydano 30 lipca 1996. Singel osiągnął #18 pozycję na Billboard Hot 100 i uzyskał status złotej płyty. Sprzedał się w ponad 500.000 egzemplarzy. Teledysk wyreżyserował Marcus Nispel.

## Pozycje
| Lista (1996)             | Pozycje |
| ------------------------ | ------- |
| US Billboard Hot 100     | 18      |
| US Rap Songs             | 1       |
| US Hot R&B/Hip-Hop Songs | 9       |
| UK Singles Chart         | 45      |